# Carlos Greene
Carlos Greene Ramírez (Sánchez Magallanes, Heroica Cárdenas,  23 de septiembre de 1879 - Comalcalco, 2 de diciembre de 1924) fue un militar mexicano que participó en la revolución mexicana en Tabasco. 
Nació en La Barra de Santa Ana, actual Sánchez Magallanes, Heroica Cárdenas. Siendo constitucionalista, fue gobernador de su estado entre 1914 y 1915, creando un Comité de Salud Pública. En 1919, después de unas elecciones muy violentas, ocupó nuevamente el cargo, pero posteriormente los conflictos estatales le hicieron dimitir en 1922. En 1923 se unió a la rebelión delahuertista alzándose en armas en Tabasco. Murió asesinado por el General Lucero el 1 de diciembre de 1924 en la villa de Comalcalco, no obstante contar con un amparo federal. 

## Se alza en armas en la Chontalpa
El 22 de febrero de 1913, se llevó a cabo el asesinato de Francisco I. Madero y José María Pino Suárez, lo que llevó a la presidencia de la República a Victoriano Huerta, provocando esto, que el gobernador de Coahuila Venustiano Carranza desconociera a Huerta y se alzara en armas.
En Tabasco, el gobernador Manuel Mestre Ghigliazza reconocía a Victoriano Huerta como Presidente de la República, lo que provocó las protestas de los revolucionarios de la Chontalpa, quienes entraron en contacto con Venustiano Carranza solicitándole apoyo con armas y municiones para lanzarse a la lucha.
Existían en la Chontalpa tres grupos de revolucionarios, uno de ellos encabezado por Carlos Greene, quien a finales de abril, se reunió con los otros revolucionarios encabezados por Pedro C. Colorado, los hermanos Carlos y Ernesto Aguirre Colorado, y Ramón y Aurelio Sosa Torres para formular un plan revolucionario y explicar las razones para lanzarse a la lucha contra Victoriano Huerta.
Presionado por los revolucionarios, Mestre Ghigliaza dejaba el poder al general Agustín A. Valdez, sin embargo a finales de abril, Carlos Greene atacó Huimanguillo, sin embargo no pudo tomar la población al tener que retirarse por falta de municiones. Así a principios de mayo atacó Comalcalco, tomando la ciudad el día 12. El gobernador Valdez quiso entablar negociaciones con los revolucionarios, sin embargo no logró convencerlos de deponer las armas, por lo que entregó el mando al general Alberto Yarza, quien mando a proteger las principales poblaciones de la Chontalpa, por lo que Carlos Green y los demás revolucionarios se mantuvieron a la expectativa varios meses.
El 21 de agosto de 1914, Carlos Greene atacó Paraíso, este triunfo dio oportunidad a los revolucionarios de la Chontalpa de ocupar las principales ciudades, nombrando autoridades revolucionarias. Mientras tanto, ya Venustiano Carranza como presidente de la república, le daba instrucciones al general Alberto Yarza de entregarle el mando del estado al general revolucionario Luis Felipe Domínguez, jefe de la Brigada Usumacinta.

## Lucha de facciones
La toma de posesión como gobernador del estado de Luis Felipe Domínguez, molestó a los revolucionarios de la Chontalpa encabezados por Carlos Greene, ya que estaban en contra de que el gobernador fuera un revolucionario de la región de Los Ríos y no de la Chontalpa por lo que comenzaron a suscitarse serias fricciones, por lo que el recién nombrado gobernador decidió abandonar la capital del estado. iniciándose así un enfrentamiento personal entre Carlos Greene y Luis Felipe Domínguez, que desquició al estado por varios años.
El 2 de septiembre entraron a la capital San Juan Bautista los generales Carlos Greene, Pedro C. Colorado, Ramón Sosa Torres, Isidro Cortés y José Domingo Ramírez Garrido. Con la llegada de los revolucionarios de la Chontalpa hubo saqueos y terror, se persiguió a los huertistas, se ocuparon casas de particulares, el Obispado y la Catedral, y hubo varios fusilamientos de personas que colaboraron con el huertismo.

## Gobernador interino de Tabasco
Ante las presiones de los revolucionarios de la Chontalpa, Venustiano Carranza envió un representante quien convocó a una junta a los principales jefes, y en ella se percató que la mayoría de los revolucionarios apoyaba a Carlos Greene, por lo que al terminar la misma el general Luis Felipe Domínguez, se vio forzado a entregar la gubernatura del estado al general Greene, quien tomó posesión como gobernador el 1 de octubre de 1914. 
Los combates entre carrancistas contra villistas continuaron durante todo el año de 1915. Carlos Greene intervino los bienes de los huertístas, vendió ganado, maderas, hule, cacao, casas y tierras con la finalidad de continuar financiando el movimiento revolucionario. Ante esta situación, el general Greene fue llamado por Carranza para ayudarlo a combatir a las fuerzas convencionistas, teniendo que entregar el cargo de gobernador a Aquileo Juárez el 2 de febrero de 1915.
Los conflictos entre las diversas facciones, no habían concluido en Tabasco. Las diferencias entre los revolucionarios de La Chontalpa y los de la región de los Ríos volvieron a manifestarse cuando, en julio de 1918, se convocó a elecciones para gobernador y diputados locales. Surgieron entonces dos partidos: el Liberal Constitucionalista conocido también como partido azul, de la región de los Ríos que apoyaba a Luis Felipe Domínguez; y el Partido Radical Tabasqueño o partido rojo de la Chontalpa que apoyaba a Carlos Greene.
En tales condiciones los dos candidatos y sus planillas de diputados y presidentes municipales iniciaron una lucha que no fue de adversarios políticos sino de enemigos personales, una lucha a muerte. Las reuniones de un partido eran atacadas por el otro a golpes, pedradas, balazos etc. Las elecciones se llevaron a cabo y Carlos Greene resultó vencedor. Pero Luis Felipe Domínguez Suárez desconociendo el triunfo de Greene, se declaró en rebeldía. 

## Gobernador Constitucional de Tabasco
El general Carlos Greene protestó como primer gobernador constitucional (por la Constitución de 1917) el 1 de marzo de 1919, siendo el primero electo desde Manuel Mestre Ghigliazza en 1911, e inició su régimen con grandes dificultades internas, ya que no contaba con la aprobación de Venustiano Carranza. Los dominguistas, que protestaban por "fraude electoral" formaron su Congreso y se instalaron en Amatitán, reconociendo a Luis Felipe Domínguez como gobernador constitucional y plantearon ante el Senado de la República, un caso de conflicto de poderes, al existir dos gobernadores y dos Congresos al mismo tiempo.
Greene tuvo que dejar provisionalmente el poder el 6 de agosto de 1919, para entrevistarse con Carranza y lograr su reconocimiento, dejando como interino a Tomás Garrido Canabal, quien tuvo que hacer frente a los ataques de los dominguistas, quienes lo obligaron a salir de la capital del estado y refugiarse en el puerto de Frontera que fue declarada capital provisional, sin embargo, también tuvo que abandornar esa ciudad, para refugiarse en la Barra de Santa Anna.
Carlos Greene logró entrevistarse con Carranza y éste reconoció la legalidad de su gobierno, y con la ayuda de Tomás Garrido Canabal logró vencer a los rebeldes dominguistas y entró triunfante a Villahermosa. Dispersos ya los dominguistas y legalmente constituido el gobierno, Carlos Greene volvió a su puesto el 31 de diciembre de 1919.
Sin embargo, la paz no llegó a Tabasco, en abril de 1920 Greene apoyó la Revolución de Agua Prieta, y junto con el Congreso del Estado desconoció a Venustiano Carranza como presidente de la República apoyando a Álvaro Obregón, con el pretexto de que Carranza trataba de imponer en la presidencia de la República a Ignacio Bonillas.
En octubre de 1920, un escolta de Greene penetró en el Congreso de Tabasco asesinando a los diputados Manuel Lazcano y Alberto Nicolás Cámara, resultando heridos el presidente de la misma, Pedro Jiménez Calleja y Guillermo Escoffié, quien murió unos días más tarde. El Senado de la República declaró desaparecidos los poderes en el estado de Tabasco y Greene fue hecho prisionero.

## Rebelión delahuertista
Posteriormente tomó parte en la Rebelión delahuertista en Tabasco en 1923, alzándose en armas en contra del presidente Álvaro Obregón y apoyando al general Adolfo de la Huerta. El 23 de diciembre de 1923 tomó la villa de Jalapa y el 10 de enero al mando de 2 500 hombres tomó la ciudad de Villahermosa, sumando muchos adeptos a su causa, entre los que destacaron los generales de los Batallones 67 de Comalcalco, 38 de Huimanguillo y 3 de Frontera.
Posteriormente, fue asesinado por el General Lucero el 1 de diciembre de 1924 en la villa de Comalcalco, Tabasco, no obstante contar con un amparo federal.
Sus restos descansan junto con otros próceres de la Revolución mexicana en Tabasco en una Rotonda del Panteón Central de la ciudad de Villahermosa y en su honor muchos poblados y calles en Tabasco llevan su nombre, el cual también está escrito el Muro de Honor del estado de Tabasco, ubicado en la ciudad de Villahermosa. En la ciudad de Heroica Cárdenas, existe una estatua de este revolucionario tabasqueño.